# Abarema jupunba
Abarema jupunba, vrsta zimzelenog stabla iz tropske Južne Amerike; pripada porodici lepirnjača i potporodici sapanovki.
Naraste od 10 do 30 metara visine, guste je okrugle krošnje, a deblo može biti promjera 30 - 60 cm. Ova vrsta ima simbiotski odnos s određenim bakterijama u tlu, te bakterije stvaraju kvržice na korijenu i pohranjuju atmosferski dušik. Dio tog dušika koristi biljka domaćin, ali dio koriste i druge biljke koje rastu u blizini.
Za cijelu biljku se kaže da je paraziticid. Unutarnja kora koristi se za liječenje svrbeža vlasišta; sapun izvađen iz kore ima antiparazitska svojstva; Macerirani listovi i unutarnja kora koriste se kao deterdžent ili kao tretman za svrbež i ljuštenje vlasišta.